# Jane Merrow
Jane Merrow, née Jane Meirowsky le 26 août 1941 à Hertfordshire, est une actrice, productrice et scénariste britannique.

## Biographie
Elle a étudié l'art dramatique à la Royal Academy of Dramatic Art de Londres et devient dans les années 60 une habituée des pièces de théâtre mais aussi très présente dans les séries télévisées britanniques apportant une fragilité et authenticité dans des rôles dramatiques comme Lorna Doone et Jane Eyre à la BBC.
Après avoir échoué à obtenir le rôle principal dans Chapeau melon et bottes de cuir en remplacement de Diana Rigg, elle voit sa popularité augmenter lors de sa nomination pour le Golden Globe du meilleur rôle en costumes avec Le Lion en hiver en 1968. En 1971, elle déménage pour les Etats-Unis afin de poursuivre sa carrière. Elle participera à un grand nombre de films et téléfilms ainsi que des séries populaires comme Mission Impossible (épisode "La Liaison (Lover's Knot)" de la saison 4), L'Incroyable Hulk ou L'Homme qui valait trois milliards. 
Dans les années 90, elle retourne en Angleterre pour diriger des affaires familiales. Elle est en outre productrice et scénariste de documentaires et de courts métrages. Après des années d'absence, elle fait son grand retour sur les planches en 2009 avec la compagnie de théâtre Idaho Shakespeare Company. Elle partage désormais son temps entre la ville de Boise en Idaho et Londres.

## Filmographie sélective

### Cinéma
- 1962 : Le Fantôme de l'Opéra (The Phantom of the Opera) de Terence Fisher : une danseuse
- 1964 : Dans les mailles du filet (The System) de Michael Winner : Nicola
- 1965 : Catacombs de Gordon Hessler : Alice Taylor
- 1967 : La Nuit de la grande chaleur (Night of the Big Heat) de Terence Fisher : Angela Roberts
- 1967 : Services spéciaux, division K (Assignment K) de Val Guest : Martine
- 1968 : Le Lion en hiver (The Lion in Winter) de Anthony Harvey : Alais
- 1970 : L'Homme qui sortait du bagne (Adam's Woman) de Philip Leacock : Bess
- 1971 : La Fille de Jack l'Éventreur (Hands of the Ripper) de Peter Sasdy : Laura
- 1974 : A Time for Love de Rick Jason : rôle sans nom
- 1975 : Diagnosis Murder de Sidney Hayers : Mary Dawson
- 1981 : The Appointment de Lindsey C. Vickers : Dianna
- 2016 : Almosting It de William Von Tagen : Gladys

### Télévision
- 1960-1966 : Destination Danger plusieurs épisodes
- 1967 : Le Prisonnier épisode 'Double personnalité' : numéro 24
- 1969 : UFO épisode The Responsibility Seat : 1 épisode
- 1972 : The Hound of the Baskervilles de Barry Crane : Beryl Stapleton
- 1973 : The Horror at 37,000 Feet de David Lowell Rich : Sheila O'Neill
- 1977 : L'Homme qui valait trois milliards (The Six Million Dollar Man) (série) (saison 1 épisode 6, saison 4 épisodes 15 et 16) : Irina Leonova
- 1981 : Unit 4 de Virgil W. Vogel : Liz Phillips
- 1981 : Acte d'amour (The Patricia Neal Story) d'Anthony Harvey et Anthony Page : Val Eaton
- 1986 : MacGyver 1x21 "Une affaire de conscience" ("A prisoner of conscience") : Dr. Natalia Petrovitsh
- 1997 : Sharpe's Waterloo de Tom Clegg : la duchesse de Richmond